# Friedrich Bergius
Friedrich Karl Rudolf Bergius (Goldschmieden, 1884. október 11. – Buenos Aires, 1949. március 30.) német kémikus, aki feltalálta a kőszénből való szintetikus üzemanyag-előállítás módszerét. 1931-ben Carl Bosch-sal megosztva kémiai Nobel-díjban részesült a magas nyomású kémiai folyamatok tanulmányozásért.

## Tanulmányai
Friedrich Bergius 1884. október 11-én született az akkor Németországhoz tartozó sziléziai Goldschmiedenben (Breslau mellett). Vagyonos értelmiségi családból származott, nagyapja a Breslaui Egyetemen volt a közgazdaságtan professzora, apjának pedig egy vegyipari üzeme volt Goldschmiedenben. Friedrich ebben az üzemben végezte első kémiai kísérleteit. A középiskola elvégzése után apja elküldte a Ruhr-vidékei Mülheimbe, hogy megismerje egy nagy kohóüzem működését. Fél évvel később, 1903-ban beiratkozott a Breslaui Egyetem kémiai szakára. Mindössze négy évvel később – miközben egyéves katonai szolgálatát is teljesítette – 1907-ben a Lipcsei Egyetemen megszerezte doktori címét; disszertációja a tömény kénsavval, mint oldószerrel foglalkozott. Mivel a kutatói pályát választotta, Bergius ezután két félévet Walther Hermann Nernst berlini laboratóriumában töltött, majd 1909-ben egy szemesztert a Karlsruhei Egyetemen dolgozott Fritz Haberrel aki ekkor a légköri nitrogén megkötésére alkalmas folyamatot dolgozta ki (amiért később Nobel-díjban részesült). Még ugyanebben az évben a kémiai kinetikai elméletéről híres Max Bodenstein mellett is munkálkodott a Hannoveri Műszaki Főiskolán, ő irányította figyelmét a gázreakciók kémiai egyensúlyának tanulmányozására. 

## Pályafutása
Mivel az egyetem felszerelése elégtelennek bizonyult, Bergius 1910-ben saját hannoveri magánlaboratóriumában kezdte el az ammóniaszintézis kémiai ekvilibriumát kutatni. Egy ideig a Hannoveri Műszaki Főiskolán is oktatott. Laboratóriumát folyamatosan fejlesztette, tanulmányozta a magas nyomáson és hőmérsékleten zajló folyamatokat. 1912-13-ban felfedezte, hogy ilyen körülmények között a szén reakcióba lép a hidrogénnel és különböző kőolajszerű szénhidrogének keletkeznek. Az ún. Bergius-folyamatot 1913-ban szabadalmaztatta. A következő évben egy gazdag gyáriparos, Karl Goldschmidt felajánlotta neki, hogy a Th. Goldschmidt AG esseni üzemében fejlessze ki módszerének gyakorlati alkalmazását.  
1914-1921 között Bergius Berlinben élt. Eközben a Mannheim melletti Rheinauban elkezdődött egy "széncseppfolyósító" üzem építése, de az első világháború, majd az ezt követő gazdasági válság visszavetette a vállalkozást. Bergius német és brit cégekkel (többek között a Shell Trust-tal) vette fel a kapcsolatot, befektetőket keresve. Folyamatát 1927-re sikerült tökéletesítenie és elkezdődhetett a gyártás, amelyet a legnagyobb német és angol vegyipari konszernek, az I.G. Farben és az Imperial Chemical Industries végeztek. A termelés azonban műszaki problémák miatt igen lassan ment, kitört a gazdasági világválság is és Bergius végül eladta szabadalmát a BASF-nak.    
A szén hidrogenizálása mellett már az első világháború óta dolgozott egy módszeren, amellyel a fa cellulóztartalmának hidrolízisével cukrot állított volna elő. Kísérleteihez egy kis üzemet alapított, szintén Rheinauban. A gyár fenntartásának költségei és az állandóan fellépő műszaki problémák minden vagyonát felemésztették és majdnem csődbe jutott. 
1931-ben a Nobel-díj Bizottság Friedrich Bergiusnak és Carl Bosch-nak (aki a légköri nitrogén megkötésének gyakorlati módszerét dolgozta ki) ítélte az azévi kémiai Nobel-díjat. Bergiust Stockholmba elkísérte egy végrehajtó, hogy a díj összegéből lefoglalja adósságát.    
A nemzetiszocialisták hatalomra jutása után az állam létesített néhány üzemet a szintetikus üzemanyag gyártására, hogy csökkentse a kőolajimporttól való függőségét. Fejlesztésükben Bergius csak érintőlegesen vett részt, de belépett az NSDAP-be. 
A második világháborúban éppen az ausztriai Bad Gasteinben tartózkodott, amikor egy bombázás során háza és laboratóriuma megsemmisült. A háború után az I.G. Farbennel való együttműködése és náci párttagsága miatt nem kapott munkát és állampolgárságát is megkérdőjelezték. Olaszországban, Törökországban, Svájcban, Spanyolországban vállalt tanácsadói munkákat, majd végül kivándorolt Argentínába, ahol az ipari minisztériumnak volt a tanácsadója.    

## Elismerései

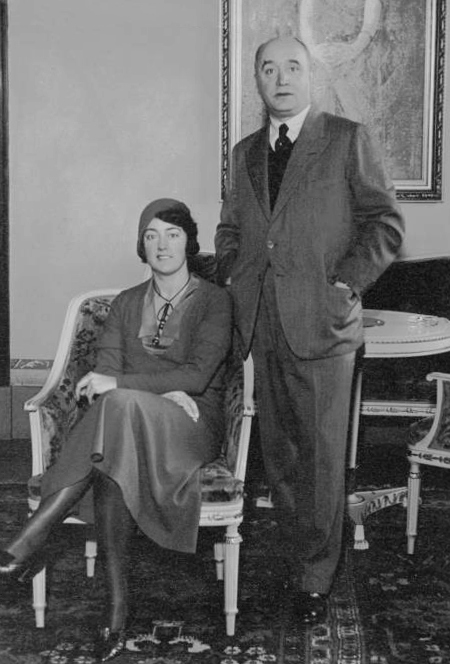
Friedrich Bergius és második felesége 1931-ben

- 1928 – a Német Kémikusok Társaságának Liebig-emlékérme
- 1931 – Kémiai Nobel-díj
- 1937 – az Osztrák Kereskedelmi Társaság Wilhelm Exner-érme

A Heidelbergi Egyetem és a Hannoveri Egyetem díszdoktori címet adományozott Bergiusnak. Helyet kapott több szén- és olajipari cég igazgatótanácsában. 

## Családja
Friedrich Bergius 1908-ban feleségül vette Margarete Sachsot. Két gyermekük született: Renate és Johannes. 1922-ben elváltak és Bergius Ottilie Kratzerttel kötött házasságot, akitől Wolfgang fia született.
Friedrich Bergius 1949. március 30-án halt meg Buenos Airesben, 64 éves korában. 

## Magyarul megjelent művei
- Haidegger Ernő–Sólyom Barna Zoltán: A szenek berginizálása. Friedrich Bergius előadása nyomán; Magyar Tudományos Társulatok Ny., Bp., 1924